# Little Misty
 (octobre 2023).
Little Misty  est un duo québécois de musique indie folk, formé de Kathryn Samman et François Jalbert. Basés à Montréal, les deux musiciens issus de la scène jazz, se découvrent un intérêt commun pour la musique americana, bluegrass, country et folk et se lancent dans l’écriture d’un premier album éponyme, avec Joe Grass à la réalisation, qui paraît en février 2020. Suivi de Nowhere Land en 2023. 

## Biographie
Kathryn Samman, la chanteuse et autrice-compositrice du groupe, a commencé sa carrière comme soliste et personnage principale pour le spectacle Quidam du Cirque du Soleil, lors de la tournée européenne, en 2001. Elle réalise ensuite un baccalauréat en chant jazz à l’université de Montréal, puis, elle poursuit ses études de jazz à l’université McGill, avant d'obtenir une maîtrise en chant jazz à l’université Laval, ainsi qu’un doctorat en éducation musicale. Elle est choriste et percussionniste pour la formation montréalaise BellFlower. Elle est également professeure de chant et se spécialise dans la technique vocale Estill.
François Jalbert, le guitariste-auteur-compositeur de Little Misty, réalise un baccalauréat en interprétation jazz à l’université de Montréal en 2010, puis une maîtrise en interprétation et composition jazz à l’université McGill en 2012, après avoir été lauréat du Grand Prix de guitare de Montréal en 2006 et 2008. Guitariste sur plusieurs albums d’artistes jazz comme Beth McKenna et Elizabeth Shepherd, il est chargé de la réalisation de plusieurs albums, comme L’Or des fous de Noémie Kaiser et Out for a While de Tunnel.
En 2020, les deux musiciens commencent à produire de la musique americana, bluegrass, country et folk en pleine pandémie en travaillant à distance,et écrivent un premier album, avec Joe Grass à la réalisation, qui paraît en février 2020.

## Discographie
- 2020 : Little Misty
- 2023 : Nowhere Land